# Joost Veerkamp
Joost Veerkamp (Diemen, 1953) is een Nederlandse illustrator, grafisch kunstenaar en tekenaar van de klare lijn.
Veerkamp studeerde grafiek aan de Rijksakademie van Beeldende Kunsten in Amsterdam.
Veerkamp is striptekenaar, noch illustrator maar wel een Hergé-bewonderaar, wat blijkt uit de vele Kuifje-pastiches die hij maakte. Niettemin heeft zijn lijnvoering een persoonlijk karakter, met kenmerkende stileringen in de details. Zijn strakke stijl verraadt zijn fascinatie voor architectuur; zijn kleurgebruik en composities zijn schatplichtig aan de Japanse prentkunst. De lichtval en sfeer bereikte hij vroeger door inkleuring met de airbrush, tegenwoordig gebruikt hij de computer. Zijn tekeningen zijn te herkennen aan de verlopende tinten.
Hij werkte met een aantal schrijvers samen, waaronder Gerrit Komrij, Hugo Claus, Rudy Kousbroek en F.B. Hotz. Ook schreef en publiceerde hij eigen boeken, waarvan het Postzegelalbum van Joost Veerkamp wellicht het meest bekendheid geniet. Daarnaast werkte hij voor de Volkskrant, NRC Handelsblad en Vrij Nederland.
Tegenwoordig maakt hij vrij werk en voert hij opdrachten uit. Veerkamp heeft een eigen uitgeverij Editions Obscures genaamd, die zijn kaarten, prenten en boeken produceert en woont en werkt in Zoelen. Zijn stijl wordt, samen met die van Joost Swarte, de Klare lijn genoemd.
Veerkamp verrichtte onder andere werkzaamheden voor De Arbeiderspers, Vrij Nederland, NRC Handelsblad, de Volkskrant, de gemeente Hilversum, Maatstaf, Propria Cures en De Amsterdamsche Boekenmarkt.

## Selectie werken
- De Doos
- Het Boek
- Het Postzegelalbum van Joost Veerkamp
- September
- Return of the Pink Panther (sweater-ontwerp voor Bont voor Dieren, 1990)
- Grimeren voor beginners
- Gebroken Lichtval
- Vissen met vader
- Het V-boek
- Mijn Hemel (2008)
- De os op de Klokketoren
- Gevulde Contouren
- Boekenmarkt
- De Groeten
- Padvinders en honden vinden altijd de weg terug
- Welpenspetjes
- Het Verkennen van jongens
- Naar jou

- Digitale Bibliotheek voor de Nederlandse Letteren: veer035
- International Standard Name Identifier: 0000 0003 6890 4930
- Nederlandse Thesaurus van Auteursnamen: 071464166
- RKD-Nederlands Instituut voor Kunstgeschiedenis: 79694
- Virtual International Authority File: 287434870
- WorldCat: E39PBJtxggTxyyybhQv6fJcByd